# Universitätssternwarte
Universitätssternwarten haben als primäre Aufgabe die Ausbildung von Studenten der Astronomie und oft auch benachbarter Studienrichtungen. In den meisten Fällen sind sie auch Forschungsinstitute und als solche einem astronomischen Institut oder einer naturwissenschaftlichen Fakultät zugeordnet.

## Geschichtliche Entwicklung
Sternwarten im heutigen Sinn entstanden erst einige Jahrzehnte nach der Erfindung des Fernrohrs (1609), meist auf Dachgeschossen oder angebauten Türmen. Sie waren entweder kleine private Observatorien von Wissenschaftern oder Bestandteil physikalischer Kabinette des Adels, wie sie häufig ab dem späten 17. Jahrhundert entstanden. Als Institution einer Universität gibt es sie erst ab etwa 1720.
Einzige Ausnahme bildet die 1633 gegründete Sterrewacht Leiden, die somit das älteste Universitätsobservatorium der Welt darstellt. Frühe Gründungen – allerdings nicht für Hochschulen – sind ferner 1666 die Pariser Sternwarte der Akademie, 1675 das Royal Greenwich Observatory (das praktischen Erfordernissen der Nautik und Navigation diente) und die erste Berliner Sternwarte von 1711 (zur protestantischen Kalenderreform).
Auch die berühmten Universitäten Oberitaliens wie Bologna (gegründet 1088), Padua (1222), Pisa (1343) oder Florenz (1364) kamen erst im Laufe des 18. Jahrhunderts zu eigenen Beobachtungsstationen. Typisch dafür ist die Geschichte der historischen Sternwarte La Specola in Bologna.

### Akademiesternwarte von Bologna
Als Kopernikus hier ab 1497 studierte, erwähnte er zwar gemeinsame Mondbeobachtungen mit dem erfahrenen Astronomen Dominicus Maria Novara, aber keine spezielle Sternwarte. Ebenso war es, als Giovanni Domenico Cassini 1650 den Ruf nach Bologna annahm. Für seine Ekliptik- und Zeitmessungen mit der Sonne schuf er in der Basilika San Petronio seinen berühmten 67 m langen, noch bestehenden Meridian. Erst 1665 konnte er mit einem langbrennweitigen Fernrohr die Bahnen der Jupitermonde bestimmen. 1669 wurde er nach Paris abgeworben, um das neue Königliche Observatorium zu leiten. Dadurch verlor die Astronomie in Bologna an Bedeutung – bis zur Initiative des Adeligen Luigi Ferdinando Marsili (1658–1730). Er stellte seine Instrumente interessierten jungen Forschern zur Verfügung und ließ am Palast ein Observatorium errichten, die Specola Marsiliana, wo bis 1709 beobachtet wurde.
Als Marsili seine Station verlegen wollte, bot ihm der Senat Bolognas die Errichtung eines Sternwarteturms, einer Bibliothek, eines Labors und die Übernahme von Professoren-Gehältern an. 1712 wurde unter Beteiligung des Papstes Clemens XI. der Vertrag zur Gründung einer Akademie (Istituto delle Scienze di Bologna) am Palazzo Poggi unterzeichnet. Der Turm wurde von Giuseppe Torri 1713 begonnen, wegen dessen Tod aber erst 1726 vollendet. Hauptinstrument war – wie damals üblich – ein großer Mauerquadrant. Mit ihm ließ sich die geografische Breite auf nur 0,8" bestimmen. Die Sternparallaxen (zum Nachweis von Kopernikus' Weltsystem) erwiesen sich als zu klein, aber Manfredi konnte dafür die von Bradley gefundene jährliche Aberration von 20" bestätigen. Sein Nachfolger Zanotti konnte mit englischen Instrumenten von Jonathan Sisson die Präzisionsmessungen für seinen Sternkatalog von 1750 durchführen.

### Univ.-Sternwarten in Mitteleuropa
Obwohl die Universitäten im deutschen Sprachraum erst später gegründet wurden (mit Ausnahme von Prag 1348 und Wien 1365), sind hier die Sternwarten früher zu finden. Nach dem o.e. Pariser Observatorium von 1666 – das allerdings nicht zur Universität gehörte – folgten
- 1733 die Universitätssternwarte Wien mit ihrem ersten Bau am Dach des Kollegiengebäudes,
- 1745 die Universitätssternwarte Graz
- 1750 die erste Sternwarte Göttingen (nur 13 Jahre nach Gründung der Universität)
- 1752 die erste Sternwarte Tübingen, auch Nullpunkt der Landesvermessung Württembergs
- 1773 an der Mannheimer Sternwarte erstmals ein eigener Sternwarteturm.

In Italien und England wurden indessen gegründet
- 1759 Turin, Osservatorio Astronomico di Torino (Pino Torinese)
- 1764 Mailand, Osservatorio Astronomico di Brera von Roger Joseph Boscovich SJ
- 1773 Oxford, Radcliffe Observatory.

### Gründungswelle um 1800
Viele bedeutende Sternwarten in Mittel- und Nordeuropa wurde zwischen 1790 und 1830 gegründet, was v. a. mit den Erfolgen der Himmelsmechanik zusammenhängt (Planetenbahnen, Kometen, Entdeckung neuer Asteroiden, Doppelsternforschung, Sternkataloge), sowie der Erfindung farbreiner, größerer Fernrohre (Achromate). Den Anfang dieser Gründungswelle machte
- 1785 die Sternwarte Gotha (allerdings eher eine Landessternwarte), von wo aus Franz Xaver von Zach die "Himmelspolizey" zur Planetoidensuche gründete,
- 1788 die Sternwarte Halle, das älteste von der Univ. Halle errichtete Bauwerk
- 1790 die Sternwarte Leipzig, worauf
- ab 1800 fast alle großen Universitäten folgten, z. B. Hamburg 1811, München 1816, die Sternwarten in Bonn und Düsseldorf. Astronomisch und geodätisch sehr bedeutsam wurden u. a. die neuen Observatorien des Deutschbaltikums – Königsberg und Dorpat sowie – durch die Erfolge in Dorpat ausgelöst – die russische Hauptsternwarte Pulkowo bei St. Petersburg.

Fast alle vor 1850 errichteten Observatorien wurden auf dem Obergeschoß oder Dach der jeweiligen Gebäude errichtet, wodurch eine ausreichende Stabilität für große Instrumente nicht immer gegeben war. Später ging man dazu über, dafür eigene, schwingungsarme Bauten mit tiefgegründeten, mehrere Meter breiten Pfeilern für die Teleskope zu errichten, die vom übrigen Gebäude mechanisch isoliert waren.

### Gründungen um 1900
Eine zweite Gründungsserie ist vor und um die Jahrhundertwende festzustellen, die vor allem mit der Entwicklung der Astrophysik, der Messtechnik und dem Bau sogenannter Riesenteleskope zusammenhängt. Einen Anfang setzte der Neubau der Universitätssternwarte Wien (1870–75), gefolgt von der Neugründung einiger Akademieinstitute v. a. im Mitteleuropa, von denen das Astrophysikalische Institut Potsdam durch seine Spezialisierung besonders hervorzuheben ist. Bedeutende Observatorien dieser Zeit sind auch die Sternwarten von Nizza, von Jena und die Wiener Kuffner-Sternwarte. Seitens der Universitäten folgten weitere große Neubauten wie in Zürich (ETH), Bonn, Heidelberg und weiteren deutschen und westeuropäischen Hochschulstädten. Auch die Sternwarte Belgrad ist hier zu erwähnen, u. a. durch ihre im Park meteorologisch ideal verteilten Kuppeln für mehrere Meridianinstrumente.
Auch viele große Observatorien in den USA entstanden in dieser Zeit – wie das Yerkes-Observatorium, die Lick- und die Lowell-Sternwarte, die allerdings in der Mehrzahl nicht von Universitäten, sondern von Sponsoren oder Stiftungen finanziert wurden. Eines der wenigen US-Großinstitute, die von Anfang an einer Hochschule zugehörten, ist jedoch das Harvard-College-Observatorium.

## Heutige Situation
Infolge der Industrialisierung hat nicht nur die Luftverschmutzung zugenommen, sondern durch die Ausbreitung der Städte und ihrer Straßenbeleuchtung auch die Lichtverschmutzung. Seit etwa 1960 sind daher fast alle Forschungssternwarten entweder in Regionen mit reinerer Luft ausgewichen, haben Außenstellen gegründet oder absolvieren ihre nötige Beobachtungszeit bei der Europäischen Südsternwarte und anderen großen Sternwarten wie in Chile, auf Hawaii oder an Weltraumteleskopen.
Die Bedeutung der klassischen Universitätssternwarten reduziert sich dadurch auf die akademische Ausbildung von Studenten und Personal, teilweise auch noch auf Astrometrie (wo die Luftunruhe wesentlicher ist als der Dunst) und auf Sonderaufgaben wie Meteorkameras. Manche Observatorien sind auch zu Museen umgewandelt worden, andere zu Volkssternwarten. Die astronomische Forschung hat insgesamt aber keineswegs ab-, sondern stark zugenommen, weil sich die Beobachtende Astronomie auf neue Arbeitsfelder, automatische Beobachtungsstationen und ausgeweitete Spektralbereiche (Radioastronomie, Infrarot, UV, Röntgen) umgestellt hat.